# Ličin Dol
Ličin Dol (cyr. Личин Дол) – wieś w Serbii, w okręgu jablanickim, w mieście Leskovac. W 2011 roku liczyła 97 mieszkańców.